# قضاء سهل أربيل
قضاء سهل أربيل أو دشتي هولير (سابقا قضاء بنصلاوة) وهو قضاء يقع في محافظة أربيل في العراق ويتألف من ثلاث نواحٍ هي قوشتبة وكسنزان ودارتو مع 145 قرية ويبعد عن مركز مدينة أربيل مسافة 7 كم ويقع القضاء في منطقة سهلية واسعة ويحيط بالقسم الشرقي منه مجموعة من التلال والوديان .